# 29 de novembro
29 de novembro é o 333.º dia do ano no calendário gregoriano (334.º em anos bissextos). Faltam 32 dias para acabar o ano.

## Eventos históricos

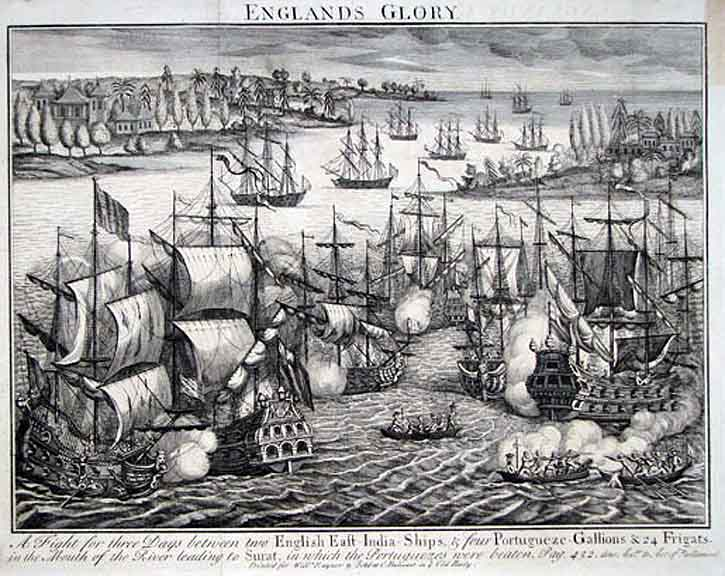
1612: Batalha de Suvali

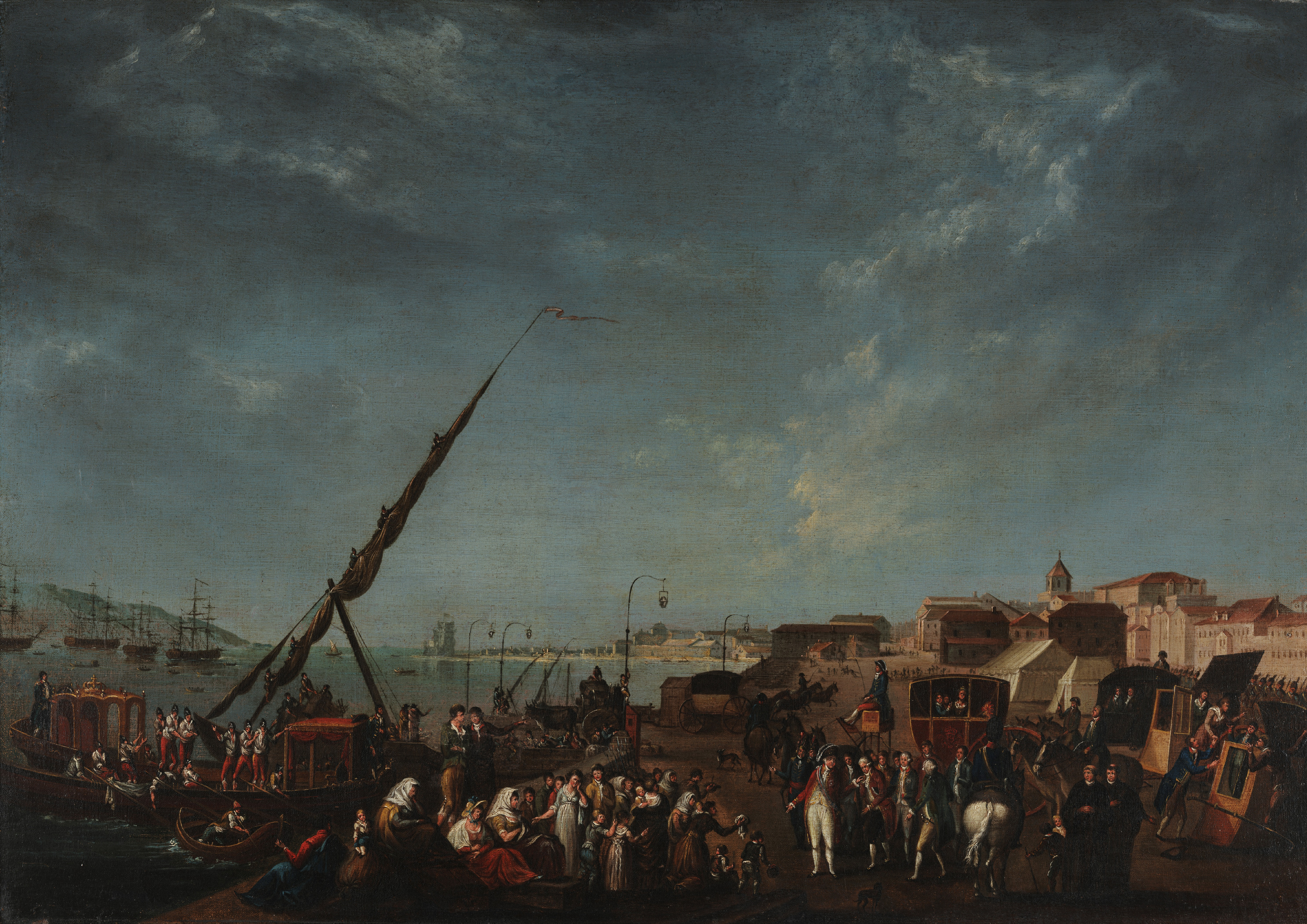
1807: Transferência da corte portuguesa para o Brasil

- 0561 — O rei Clotário I morre em Compiègne. A dinastia merovíngia é continuada por seus quatro filhos, Cariberto I, Gontrão, Sigeberto I e Quilperico I, que dividem o Reino Franco.
- 0800 — Carlos Magno chega a Roma para investigar os alegados crimes do Papa Leão III.
- 1394 — O rei coreano Taejo de Joseon, fundador da dinastia Joseon, move a capital de Kaesong para Hanyang, hoje conhecida como Seul.
- 1549 — Tem início o conclave papal de 1549–1550.[1]
- 1612 — Primeiro dia da Batalha de Suvali, que marca o início do fim do monopólio português na Índia.
- 1633 — Vicente de Paulo e Luísa de Marillac fundam a Companhia das Filhas da Caridade.
- 1732 — O terremoto de magnitude 6,6 Irpinia causa 1 940 mortes no antigo Reino de Nápoles, sul da Itália.[2]
- 1776 — Durante a Guerra Revolucionária Americana, a Batalha de Fort Cumberland, Nova Escócia, chega ao fim com a chegada de reforços britânicos.[3]
- 1777 — San Jose, Califórnia, é fundado como Pueblo de San José de Guadalupe por José Joaquín Moraga. É o primeiro assentamento civil, na Alta Califórnia.[4]
- 1781 — A tripulação do navio negreiro britânico Zong mata 54 africanos ao jogá-los no mar para reivindicar o seguro, dando início ao massacre do Zong.[5]
- 1807 — Transferência da corte portuguesa para o Brasil: D. João VI de Portugal foge de Lisboa ante o avanço das tropas de Napoleão durante a Guerra Peninsular, transferindo a corte portuguesa para o Brasil.
- 1824 — Fim da Confederação do Equador. As forças confederadas se rendem ao exército brasileiro.
- 1830 — Levante de Novembro: início da rebelião armada contra o domínio da Rússia na Polônia.
- 1832 — O Código de Processo Criminal do Império do Brasil é promulgado, substituindo as antigas normas portuguesas em vigor desde o período colonial.
- 1847
  - Derrota da Sonderbund pelas forças conjuntas de outros cantões suíços sob o comando do general Guillaume-Henri Dufour.
  - Massacre Whitman: o missionário Marcus Whitman, sua esposa Narcissa, e onze outros são mortos pelos índios Cayuse e Umatilla.
- 1850 — Assinado o tratado Pontilhado de Olmütz em Olomouc. A Prússia abandona a União de Erfurt e aceita o renascimento da Confederação Germânica, sob a liderança austríaca.
- 1877 — Thomas Edison demonstra seu fonógrafo pela primeira vez.
- 1885 — Término da Terceira Guerra Anglo-Birmanesa, e fim da monarquia birmanesa.
- 1890 — Entra em vigor no Japão a Constituição Meiji, e a Dieta Imperial tem sua primeira reunião.
- 1896 — Scipione Riva-Rocci, médico italiano, inventa um método simples de usar o esfigmomanômetro, um aparelho para medir a pressão arterial.
- 1927 — É criado o Conselho de Defesa Nacional (CDN), órgão consultivo do Presidente do Brasil em assuntos de segurança nacional, política externa e estratégia de defesa.
- 1929 — O almirante norte-americano Richard Byrd torna-se a primeira pessoa a sobrevoar o Polo Sul.
- 1943 — A segunda sessão do Conselho Antifascista para a Libertação Nacional da Iugoslávia (AVNOJ), realizada para determinar a ordem pós-guerra do país, termina em Jajce (atual Bósnia e Herzegovina).[6]
- 1944 — A Albânia é libertada por guerrilheiros.
- 1945 — É declarada a República Socialista Federativa da Iugoslávia.
- 1947
  - Plano da partilha: a Assembleia Geral das Nações Unidas, aprova um plano para a partição da Palestina.
  - Primeira Guerra da Indochina: as tropas de ocupação francesas realizam um massacre em My Trach, Vietnã.
- 1950 — Guerra da Coreia: tropas norte-coreanas e chinesas forçam as forças das Nações Unidas a sair da Coreia do Norte.
- 1952 — Guerra da Coreia: o presidente eleito Dwight D. Eisenhower cumpre uma promessa de campanha e viaja para a Coreia para descobrir o que pode ser feito para acabar com o conflito.
- 1961
  - Criação do Parque Nacional de Brasília.
  - Programa Mercury: Missão Mercury-Atlas 5 - o chimpanzé Enos orbita a Terra duas vezes e cai na costa de Porto Rico.
- 1963
  - O presidente dos Estados Unidos Lyndon B. Johnson cria a Comissão Warren para investigar o assassinato de John F. Kennedy.
  - O voo 831 da Trans-Canada Air Lines cai logo após a decolagem do Aeroporto Internacional de Montreal-Dorval, matando todas as 118 pessoas a bordo.[7]
- 1965 — Lançamento do satélite Alouette 2 pela Agência Espacial Canadense.
- 1967 — Guerra do Vietnã: o Secretário de Defesa dos Estados Unidos Robert McNamara anuncia sua renúncia.
- 1972 — Atari anuncia o lançamento de Pong, o primeiro jogo eletrônico comercialmente lucrativo.
- 1975 — Apenas um dia após a declaração de independência do Timor-Leste de Portugal, tropas indonésias invadem o exclave timorense de Oecussi-Ambeno.
- 1984 — Chile e Argentina assinam no Vaticano um Tratado de Paz e Amizade para um acordo no Conflito de Beagle.
- 1986 — Os militares do Suriname atacam a vila de Moiwana durante a Guerra Civil do Suriname, matando pelo menos 39 civis, principalmente mulheres e crianças.
- 1987 — Agentes norte-coreanos plantam uma bomba no voo 858 da Korean Air, que mata todos os 115 passageiros e tripulantes.
- 1988 — Brasil e Argentina assinam o Tratado de Integração, Cooperação e Desenvolvimento, que estipula um prazo para a criação de uma área de livre comércio entre os dois países.
- 1990 — Guerra do Golfo: o Conselho de Segurança das Nações Unidas aprova duas resoluções para restaurar a paz e a segurança internacional, caso o Iraque não retire suas forças do Kuwait e liberte todos os reféns estrangeiros até 15 de janeiro de 1991.
- 1991 — Entra em vigor o Tratado de Assunção, com o intuito de criar um mercado comum entre os países acordados formando então, o que popularmente foi chamado de Mercosul.
- 2007 — As Forças Armadas das Filipinas sitiam a Península Manila depois que soldados liderados pelo senador Antonio Trillanes organizam um motim.[8]
- 2009 — Ruanda é admitida como nação-membro da Comunidade das Nações, sendo a segunda, depois de Moçambique, sem ligações históricas com o Reino Unido a ingressar no grupo.
- 2013 — Voo Linhas Aéreas de Moçambique 470 cai na Namíbia, matando 33 pessoas.

## Nascimentos

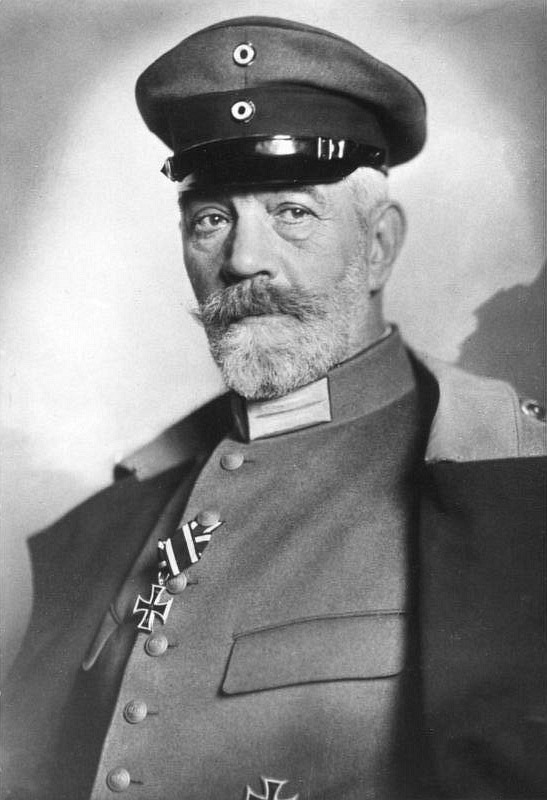
Theobald von Bethmann-Hollweg

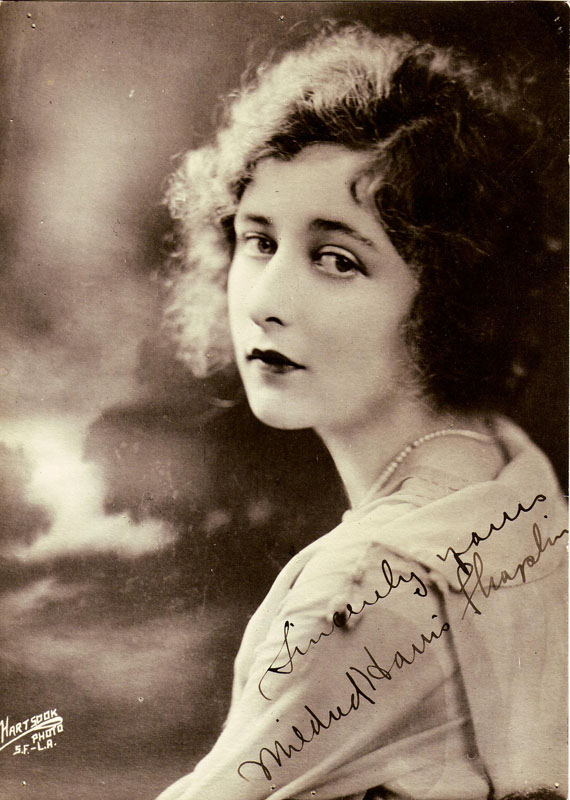
Mildred Harris

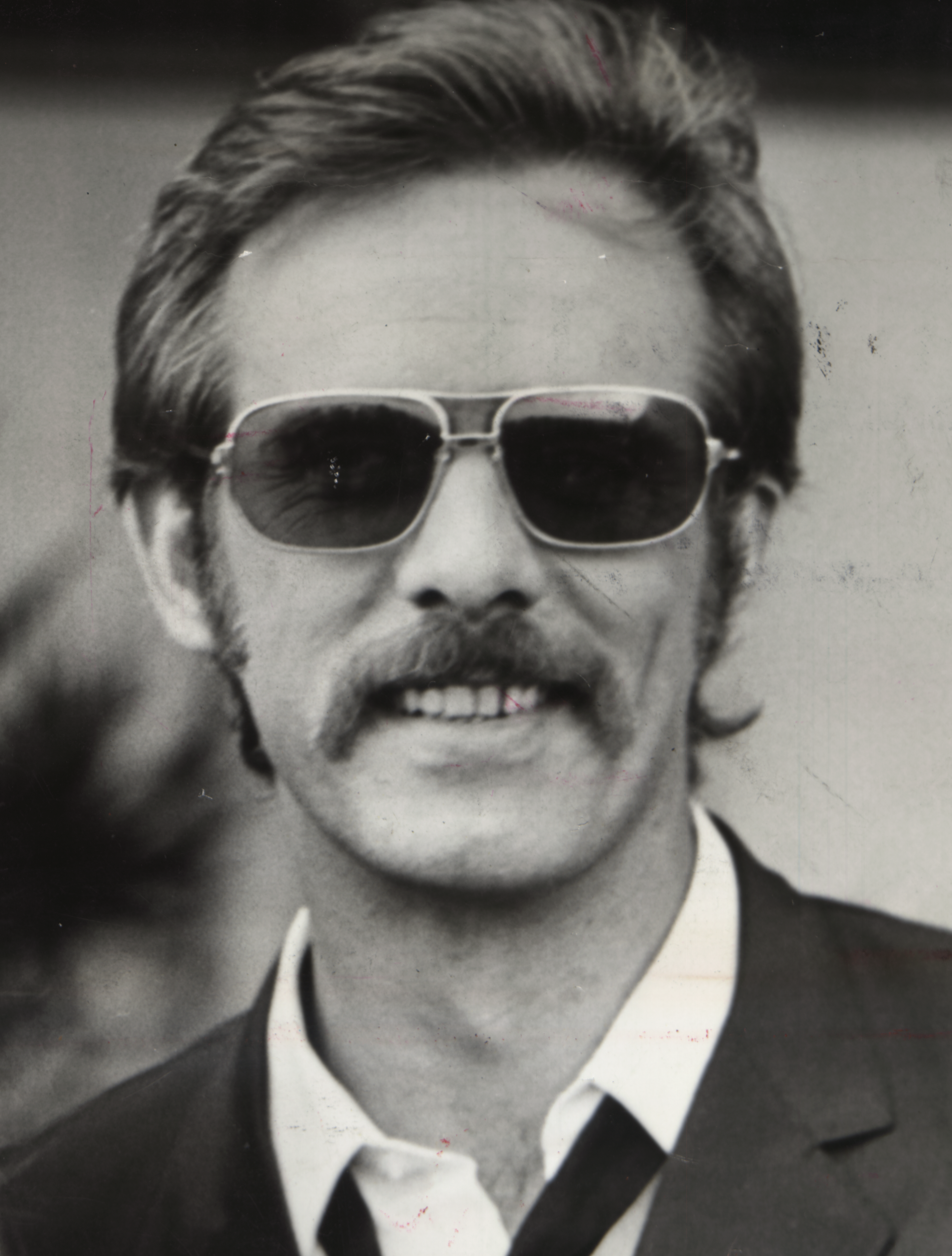
Francisco Cuoco

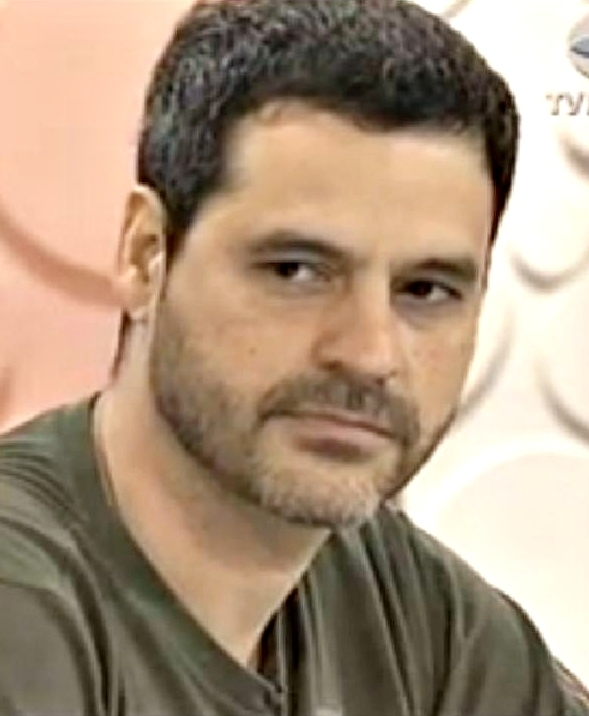
Bruno Garcia

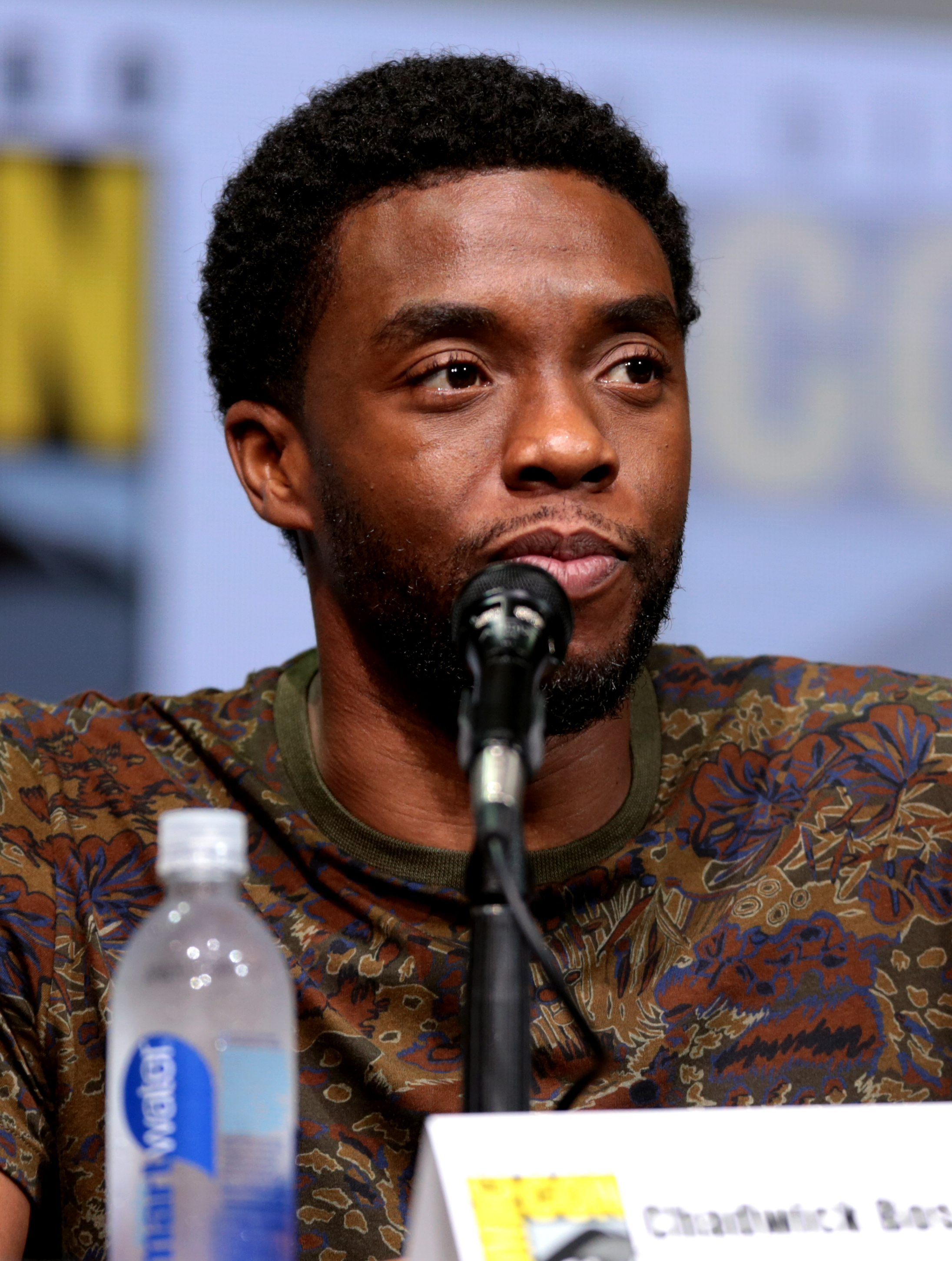
Chadwick Boseman

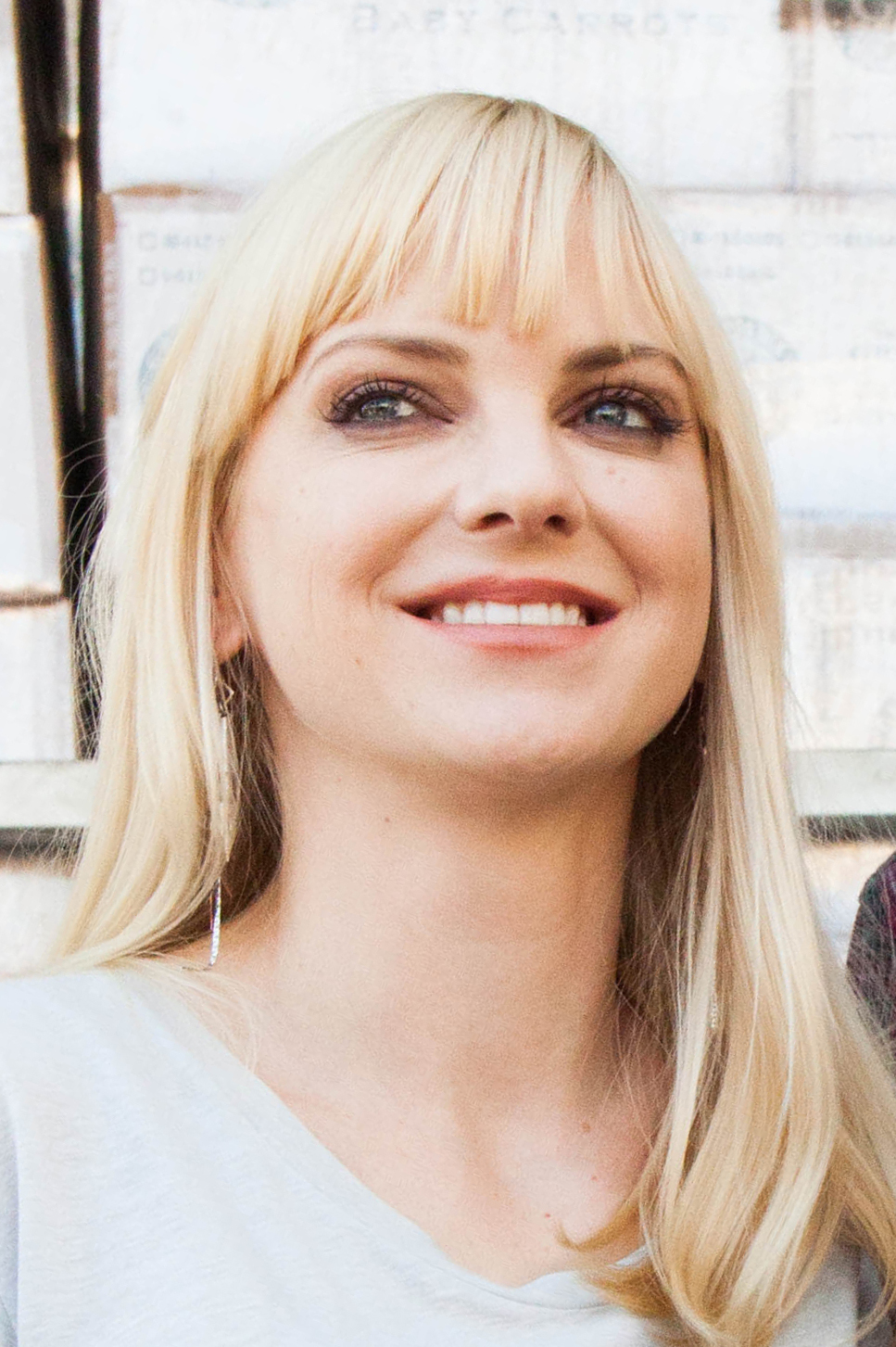
Anna Faris

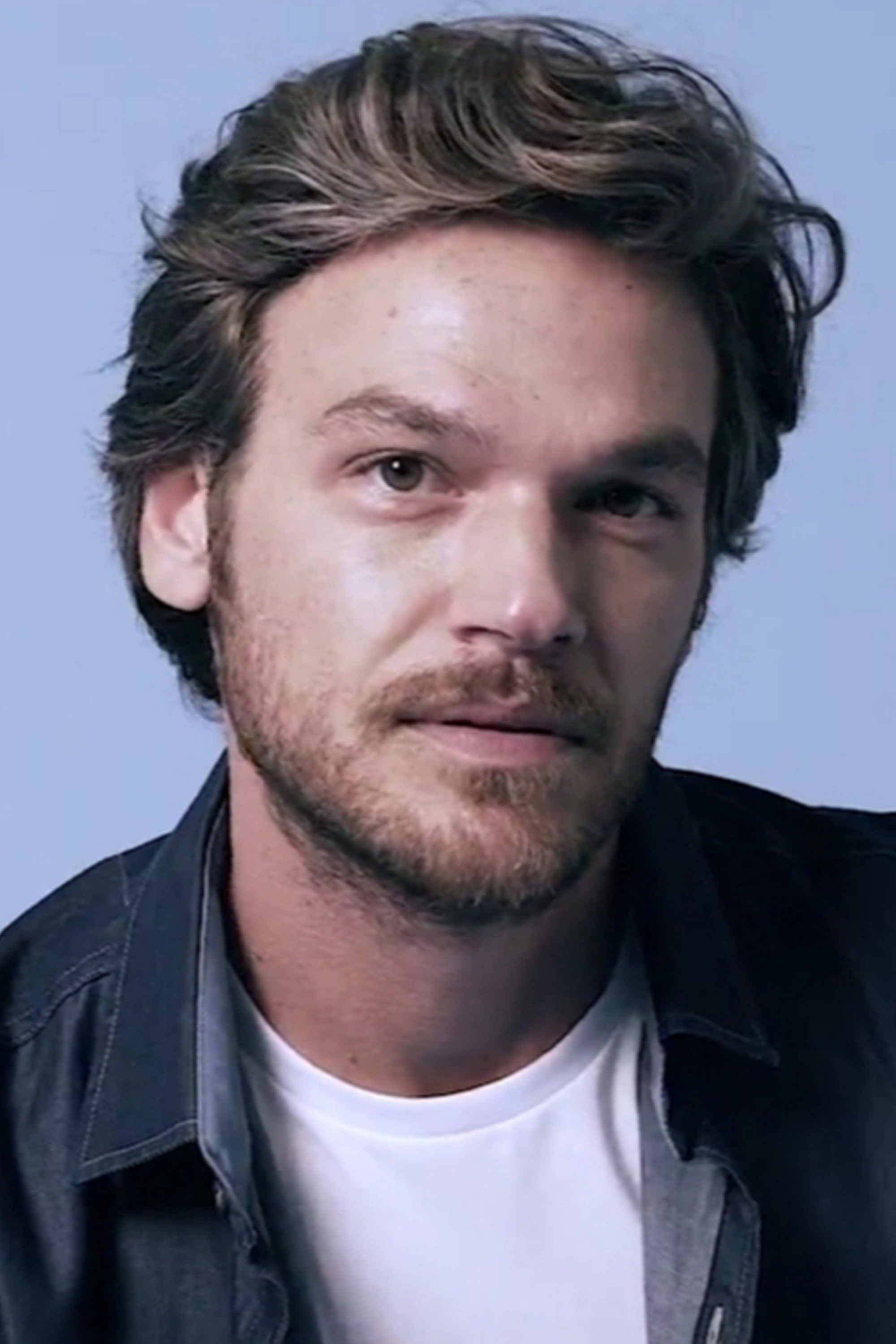
Emilio Dantas

[[

### Anteriores ao século XIX
- 0826 — Guilherme de Septimânia, conde de Tolosa (m. 850).
- 1338 — Leonel de Antuérpia, Duque de Clarence e Conde de Ulster (m. 1368).
- 1463 — Andrea della Valle, cardeal italiano (m. 1534).
- 1627 — John Ray, naturalista inglês (m. 1705).
- 1690 — Cristiano Augusto, Príncipe de Anhalt-Zerbst (m. 1747).
- 1774 — Johann Gottfried Gruber, crítico literário alemão (m. 1851).
- 1781 — Andrés Bello, poeta e filósofo venezuelano (m. 1865).
- 1797 — Gaetano Donizetti, compositor de óperas italiano (m. 1848).
- 1799 — Amos Bronson Alcott, filósofo e educador norte-americano (m. 1888).

### Século XIX
- 1803
  - Christian Doppler, físico alemão (m. 1853).
  - Gottfried Semper, arquiteto alemão (m. 1879).
- 1806 — Manuel de Araújo Porto-Alegre, pintor, jornalista, político e escritor brasileiro (m. 1879).
- 1815 — Ii Naosuke, militar japonês (m. 1860).
- 1820 — Maria Carolina das Duas Sicílias (m. 1861).
- 1829 — José López Domínguez, político espanhol (m. 1911).
- 1832 — Louisa May Alcott, escritora estadunidense (m. 1888).
- 1839 — Ludwig Anzengruber, escritor austríaco (m. 1889).
- 1849 — John Ambrose Fleming, físico e engenheiro eletrônico britânico (m. 1945).
- 1856 — Theobald von Bethmann-Hollweg, político alemão (m. 1921).
- 1857 — Franz Josef Niedenzu, botânico alemão (m. 1937).
- 1861 — Spyridon Samaras, compositor grego (m. 1917).
- 1874 — Egas Moniz, médico e político português (m. 1955).
- 1876 — Nellie Tayloe Ross, política estadunidense (m. 1977).
- 1877 — Hermann Junker, arqueólogo alemão (m. 1962).
- 1882 — Henri Marie Léonce Fabre, aviador e engenheiro francês (m. 1984).
- 1888 — Manuel Gonçalves Cerejeira, religioso português (m. 1977).
- 1891 — Julius Raab, político austríaco (m. 1964).
- 1895
  - Yakima Canutt, ator, dublê e diretor de cinema norte-americano (m. 1986).
  - William Tubman, jurista e político líbio (m. 1971).
- 1898
  - Clive Staples Lewis, escritor britânico (m. 1963).
  - Rod La Rocque, ator estadunidense (m. 1969).

### Século XX

#### 1901–1950
- 1901 — Mildred Harris, atriz estado-unidense (m. 1944).
- 1902
  - Antonio Maquilón, futebolista peruano (m. 1984).
  - Tommy Loughran, pugilista norte-americano (m. 1982).
- 1903 — Tavares da Silva, treinador de futebol e jornalista português (m. 1958).
- 1904 — Héctor "Manco" Castro, futebolista uruguaio (m. 1960).
- 1905 — Dom Marcel Lefebvre, arcebispo francês (m. 1991)
- 1907 — Guido Pontecorvo, geneticista ítalo-britãnico (m. 1999).
- 1909
  - Luís dos Santos Luz, futebolista brasileiro (m. 1989).
  - Kinuyo Tanaka, cineasta e atriz japonesa (m. 1977).
- 1911 — Walter D'Ávila, ator brasileiro (m. 1996).
- 1912 — Viola Smith, baterista norte-americana (m. 2020).
- 1915
  - Helmut Niedermayr, automobilista alemão (m. 1985).
  - Billy Strayhorn, arranjador, compositor, pianista e músico norte-americano (m. 1967).
- 1918 — Madeleine L'Engle, escritora norte-americana (m. 2007).
- 1919
  - Raúl Campero, ginete mexicano (m. 1980).
  - Frank Kermode, crítico literário britânico (m. 2010).
- 1920 — Egor Ligatchov, político russo (m. 2021).
- 1922 — Ria Baran, patinadora artística alemã (m. 1986).
- 1923
  - Chuck Daigh, automobilista norte-americano (m. 2008).
  - Shigeichi Negishi, engenheiro e inventor japonês (m. 2024).
- 1925 — Ernst Happel, futebolista e treinador de futebol austríaco (m. 1992).
- 1926 — Béji Caïd Essebsi, político e advogado tunisiano (m. 2019).
- 1927 — Rupert Crosse, ator americano (m. 1973).
- 1930 — Jean Vincent, futebolista e treinador de futebol francês (m. 2013).
- 1931
  - André Noyelle, ciclista belga (m. 2003).
  - Yuri Voynov, futebolista e treinador de futebol russo (m. 2003).
- 1932 — Jacques Chirac, político francês (m. 2019).
- 1933
  - Francisco Cuoco, ator brasileiro (m. 2025).
  - Julio Alemán, ator e cantor mexicano (m. 2012).
  - James Albert Rosenquist, pintor estadunidense (m. 2017).
- 1935
  - Diane Ladd, atriz norte-americana.
  - Joan Harrison, ex-nadadora sul-africana.
- 1938 — Carlos Lapetra, futebolista espanhol (m. 1995).
- 1939
  - Abdelmajid Lakhal, cineasta e ator tunisiano (m. 2014).
  - Sandro Salvadore, futebolista e treinador de futebol italiano (m. 2007).
  - Concha Velasco, cantora e atriz espanhola (m. 2023).
- 1940
  - Dani Shmulevich-Rom, futebolista israelense (m. 2021).
  - Tom Moulton, produtor musical estadunidense.
  - Óscar Espinosa Chepe, economista cubano (m. 2013).
- 1941
  - Denny Doherty, músico canadense (m. 2007).
  - Lothar Emmerich, futebolista e treinador de futebol alemão (m. 2003).
- 1942
  - Lajos Dunai, futebolista húngaro (m. 2000).
  - Ann Dunham, antropóloga norte-americana (m. 1995).
- 1944 — Luciano Bivar, político, empresário e dirigente esportivo brasileiro.
- 1946
  - Silvio Rodríguez, poeta e músico cubano.
  - Conceição Evaristo, linguista e escritora brasileira.
- 1947
  - Ronnie Montrose, guitarrista, cantor e compositor norte-americano (m. 2012).
  - Clare Torry, cantora britânica.
  - Petra Kelly, política e ativista alemã (m. 1992).
- 1948 — Oleg Dolmatov, ex-futebolista e treinador de futebol russo.
- 1949
  - Radojko Avramović, ex-futebolista e treinador de futebol sérvio.
  - Jerry Lawler, ex-lutador profissional, empresário e ator norte-americano.

#### 1951–2000
- 1951
  - Eliete Negreiros, cantora brasileira.
  - John Stagliano, ex-ator, diretor e produtor norte-americano de filmes eróticos.
  - Tonie Marshall, atriz e cineasta francesa (m. 2020).
- 1952
  - Pedro Damián, compositor e produtor de televisão mexicano.
  - Jeff Fahey, ator estadunidense
- 1953
  - Huub Stevens, treinador de futebol e ex-futebolista neerlandês.
  - Alex Grey, artista norte-americano.
- 1954 — Joel Coen, cineasta norte-americano.
- 1955
  - Howie Mandel, ator e comediante canadense.
  - Hassan Sheikh Mohamud, político somali.
  - Alcides Rolim, médico e político brasileiro.
- 1956
  - Lene Tranberg, arquiteta dinamarquesa.
  - Hinton Battle, ator, dançarino e coreógrafo norte-americano (m. 2024).
- 1957
  - Mario Salieri, cineasta, produtor e roteirista italiano.
  - Jean-Philippe Toussaint, escritor, fotógrafo e cineasta belga.
  - Chibly Langlois, cardeal haitiano.
- 1958
  - Philippe Desmet, ex-futebolista belga.
  - John Dramani Mahama, político e historiador ganês.
  - Michael Dempsey, músico britânico.
  - Lev Psakhis, enxadrista russo-israelense.
- 1959 — Nikolai Chernetsky, ex-velocista quirguiz.
- 1960
  - Cathy Moriarty, atriz norte-americana.
  - Heitor Pereira, músico brasileiro.
- 1961
  - Tom Sizemore, ator norte-americano (m. 2023).
  - Kim Delaney, atriz norte-americana.
- 1962
  - Andrew McCarthy, ator norte-americano.
  - Andy LaRocque, músico sueco.
- 1964
  - Jennifer Harman, jogadora de pôquer estadunidense.
  - Don Cheadle, ator norte-americano.
  - Paula Moura Pinheiro, jornalista e apresentadora de televisão portuguesa.
- 1965
  - Lauren Child, escritora britânica.
  - Peter Spears, ator, cineasta e roteirista norte-americano.
- 1967
  - Fernando Ramos da Silva (Pixote), ator brasileiro (m. 1987).
  - Maníaco do Parque, criminoso brasileiro.
- 1968
  - Jonathan Knight, cantor, compositor e dançarino norte-americano.
  - Andy Melville, ex-futebolista britânico.
- 1969
  - Tomas Brolin, ex-futebolista sueco.
  - Mariano Rivera, ex-jogador de beisebol panamenho.
  - Pierre van Hooijdonk, ex-futebolista neerlandês.
  - Benedict Iroha, ex-futebolista nigeriano.
- 1970
  - Bruno Garcia, ator brasileiro.
  - Maria Paula Fidalgo, atriz e apresentadora de televisão brasileira.
  - Larry Joe Campbell, ator norte-americano.
  - Frank Delgado, músico norte-americano.
  - Mark Pembridge, ex-futebolista britânico.
- 1972
  - Rodrigo Pessoa, hipista brasileiro.
  - Diego Ramos, ator argentino.
  - Brian Baumgartner, ator norte-americano.
- 1973
  - Ryan Giggs, ex-futebolista e treinador de futebol britânico.
  - Birgit Rockmeier, ex-velocista alemã.
  - Gabi Rockmeier, ex-velocista alemã.
  - Alexandre Vilacova, ex-futebolista português.
- 1974
  - Olga Novokshchenova, ex-atleta de nado sincronizado russa.
  - Cyril Dessel, ex-ciclista francês.
- 1975
  - Redha Tukar, ex-futebolista saudita.
  - Taílson, ex-futebolista brasileiro.
- 1976
  - Chadwick Boseman, ator, diretor e roteirista norte-americano (m. 2020).
  - Anna Faris, atriz norte-americana.
- 1977
  - Maria Petrova, ex-patinadora artística russa.
  - Eddie Howe, ex-futebolista e treinador de futebol britânico.
  - Nuno Janeiro, ator e modelo português.
  - Paul Goodison, velejador britânico.
  - Adolfo Mesquita Nunes, advogado e político português.
- 1978
  - Ludwika Paleta, atriz mexicana.
  - Andriy Vorobey, ex-futebolista ucraniano.
  - Lauren German, atriz norte-americana.
  - Jonas Sá, cantor, compositor e produtor de discos brasileiro.
- 1979
  - Louay Chanko, ex-futebolista sueco.
  - Abdoulaye Soulama, futebolista burquinês (m. 2017).
- 1980
  - Vítor Moreno, ex-futebolista cabo-verdiano.
  - Janina Gavankar, atriz e musicista norte-americana.
- 1981
  - Bakhyt Sarsekbayev, pugilista cazaque.
  - Souleymane Youla, ex-futebolista guineano.
- 1982
  - John Mensah, ex-futebolista ganês.
  - Gemma Chan, atriz britânica.
  - Lucas Black, ator estadunidense.
  - Emilio Dantas, ator, cantor e compositor brasileiro.
- 1983
  - Albert Bunjaku, ex-futebolista kosovar.
  - Harrison Róchez, futebolista belizenho.
  - Yauheni Hutarovich, ciclista bielorrusso.
- 1984
  - Katlego Mphela, ex-futebolista sul-africano.
  - Sofia Escobar, atriz e cantora portuguesa.
  - Beatrice Rosen, atriz francesa.
  - Igor Kannário, cantor e político brasileiro.
  - Rasmus Lindgren, futebolista sueco.
  - Sitti Navarro, atriz e cantora filipina.
- 1986 — Ana Sofia Martins, modelo, apresentadora e atriz portuguesa.
- 1987
  - Stephen O'Halloran, futebolista irlandês.
  - Cashmere Cat, DJ, músico e produtor musical norueguês.
  - Sandro Wagner, ex-futebolista alemão.
- 1988 — Clémence Saint-Preux, atriz francesa.
- 1989
  - Dominic Adiyiah, ex-futebolista ganês.
  - Yanna Lavigne, atriz e modelo brasileira.
  - Yusuke Tanaka, ginasta japonês.
  - Stefan Bradl, motociclista alemão.
  - Bongani Ndulula, futebolista sul-africano.
- 1990
  - Diego Boneta, ator e cantor mexicano.
  - Yacouba Sylla, ex-futebolista malinês.
- 1991
  - Andreea Boghian, remadora romena.
  - Becky James, ex-ciclista britânica.
- 1993 — Mina El Hammani, atriz espanhola.
- 1994
  - Carolina Oliveira, atriz brasileira.
  - Alef Manga, futebolista brasileiro.
  - Christophe Noppe, ciclista belga.
  - Leonardo Villalba, futebolista argentino.
- 1995
  - Laura Marano, atriz norte-americana.
  - Liv Hewson, atriz australiana.
- 1996 — Gonçalo Guedes, futebolista português.
- 1997
  - Giuseppe Pezzella, futebolista italiano.
  - Fabian Reese, futebolista alemão.
- 1998
  - Fernando Costanza, futebolista brasileiro.
  - Barnabás Peák, ciclista húngaro.
- 2000
  - Thitipong Sengngai, ator, cantor e modelo tailandês.
  - Yann Bisseck, futebolista alemão.

### Século XXI
- 2002 — Yunus Musah, futebolista norte-americano.

## Mortes

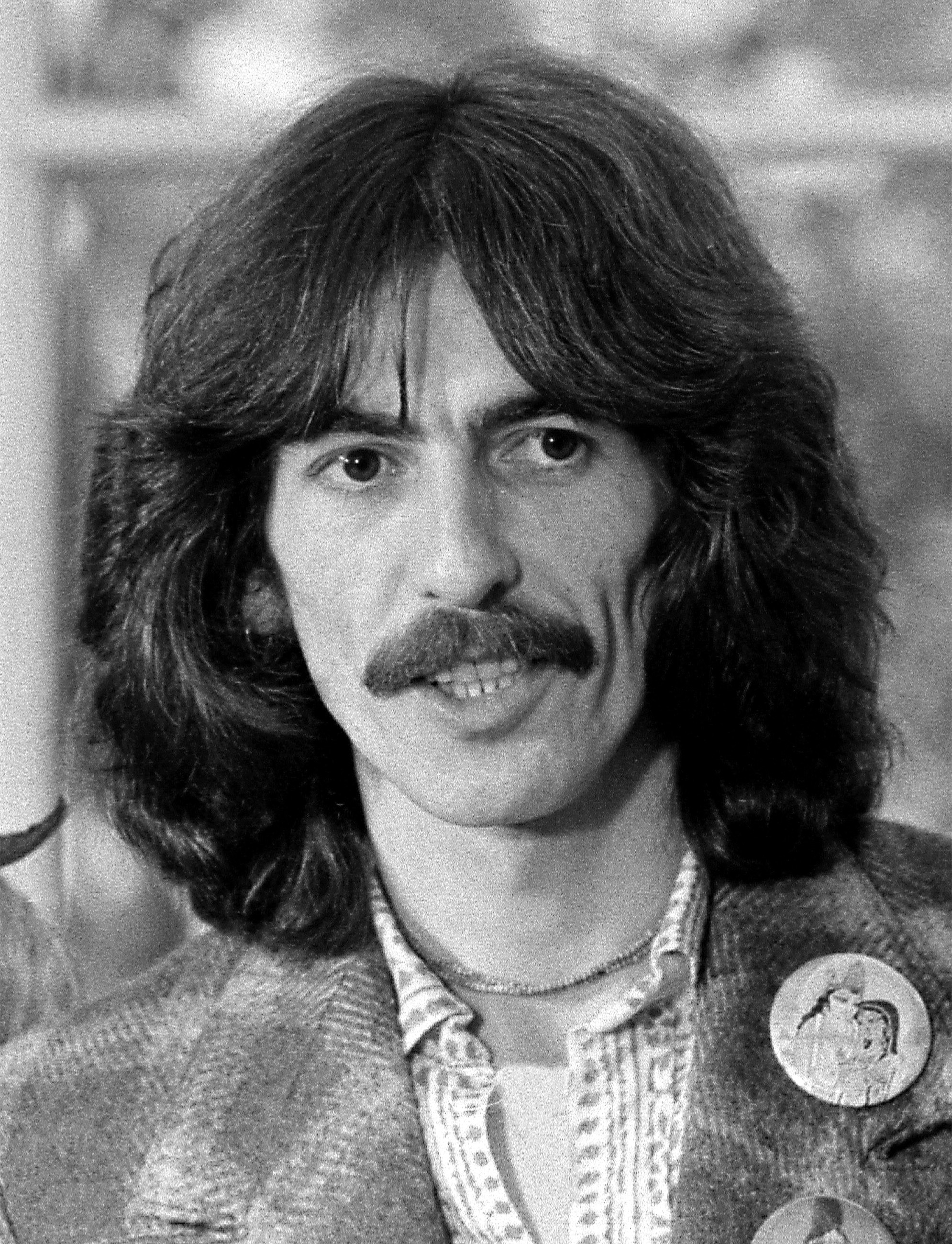
George Harrison

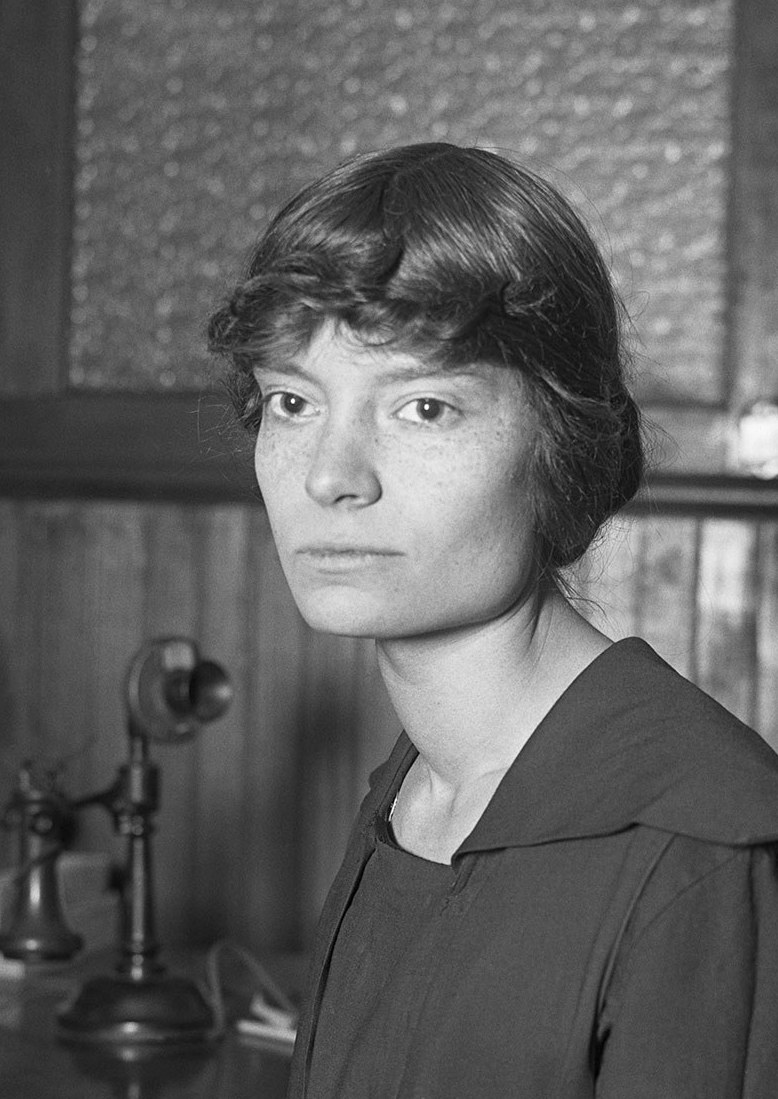
Dorothy Day

### Anteriores ao século XIX
- 0521 — Jacó de Batnas, poeta e teólogo siríaco (n. 451).
- 0835 — Maomé Aljauade, nono imane (n. 811).
- 1268 — Papa Clemente IV (n. 1190).
- 1314 — Filipe IV de França (n. 1268).
- 1330 — Rogério Mortimer, 1.º Conde de March (n. 1287).
- 1378 — Carlos IV do Sacro Império Romano-Germânico (n. 1316).
- 1463 — Maria de Anjou, rainha de França (n. 1404).
- 1530 — Tomás Wolsey, arcebispo de Iorque (n. 1471).
- 1594 — Alonso de Ercilla, poeta e soldado espanhol (n. 1533).
- 1626 — Ernst von Mansfeld, soldado alemão (n. 1580).
- 1642 — André de Almada, jesuíta português (n. 1570).
- 1643 — Claudio Monteverdi, compositor italiano (n. 1567).
- 1682 — Ruperto do Reno, duque da Baviera (n. 1619).
- 1780 — Maria Teresa da Áustria, imperatriz do Sacro Império Romano-Germânico (n. 1717).
- 1793 — Antoine Barnave, político francês (n. 1761).

### Século XIX
- 1835 — Catarina de Württemberg, rainha da Vestfália (m. 1783).
- 1872 — Johann Christian Felix Bähr, filólogo clássico alemão (n. 1798).

### Século XX
- 1924 — Giacomo Puccini, compositor italiano (n. 1858).
- 1960 — Otávio Mangabeira, engenheiro e político brasileiro (n. 1886).
- 1975
  - Graham Hill, automobilista britânico (n. 1929).
  - Tony Brise, automobilista britânico (n. 1952).
- 1976 — José da Costa Nunes, cardeal português (n. 1880).
- 1980 — Dorothy Day, jornalista e ativista estadunidense (n. 1897).
- 1981 — Natalie Wood, atriz estadunidense (n. 1938).
- 1986 — Cary Grant, ator estadunidense (n. 1904).

### Século XXI
- 2001
  - George Harrison, músico britânico (n. 1943).
  - Budd Boetticher, diretor de cinema estadunidense (n. 1916).
- 2005
  - Manuel de Brito, colecionador de arte e livreiro português (n. 1928).
  - David Di Tommaso, futebolista francês (n. 1979).
- 2006 — Nabi Abi Chedid, dirigente esportivo e político brasileiro (n. 1932).
- 2008
  - Marcelo Portugal Gouvêa, dirigente esportivo brasileiro (n. 1938).
  - Jørn Utzon, arquiteto dinamarquês (n. 1918).
- 2009
  - Andrew D. Booth, físico e cientista da computação britânico (n. 1918).
  - Solange Magnano, modelo argentina (n. 1971).
- 2010
  - Mario Monicelli, cineasta italiano (n. 1915).
  - Maurice Vincent Wilkes, cientista britânico (n. 1913).
- 2011 — Ricardo Brentani, pesquisador ítalo-brasileiro (n. 1937).
- 2012 — Joelmir Beting, jornalista e sociólogo brasileiro (n. 1936).
- 2014 — Mark Strand, poeta e escritor estadunidense (n. 1934).
- 2017 — Belmiro de Azevedo, empresário português (n. 1938).
- 2020 — Papa Bouba Diop, futebolista senegalês (n. 1978).
- 2023
  - Ângela Rabelo, atriz brasileira (n.1950)
  - Henry Kissinger, político e diplomata alemão (n.1923).

## Feriados e eventos cíclicos

### Internacional
- Dia Nacional da Albânia (comemorando a libertação do país da ocupação nazista)
- Dia Internacional dos Defensores dos Direitos da Mulher
- Dia Internacional de Solidariedade com o Povo Palestino
- Dia Internacional da Onça-Pintada

### Portugal
- Início das festividades Nicolinas em Guimarães - Portugal

### Cristianismo
- Bernardo de Hoyos
- Brandão de Birr
- Dionísio da Natividade
- Jacó de Batnas
- Nossa Senhora de Beauraing
- Redento da Cruz
- Saturnino de Tolosa

## Outros calendários
- No calendário romano era o 3.º (III) dia antes das calendas de dezembro.
- No calendário litúrgico tem a letra dominical D para o dia da semana.
- No calendário gregoriano a epacta do dia é xxii.